# Кошовий Руслан Володимирович
Руслан Володимирович Кошовий (13 лютого 1982 — 24 лютого 2022, смт Гостомель, Київська область) — полковник (посмертно) Державної служби України з надзвичайних ситуацій, учасник російсько-української війни. Кавалер ордена «За мужність» III ступеня (2022, посмертно).

## Життєпис
24 лютого 2022 року російські окупанти здійснили спробу захоплення аеропорту «Антонов» в смт Гостомель, на території якого розташовувалася 30-та Державна пожежно-рятувальна частина. Начальник частини підполковник Руслан Кошовий, намагаючись врятувати особовий склад та пожежну техніку, під час слідування злітною смугою потрапив під ворожий обстріл. Завдяки героїчним діям він зміг врятувати своїх тяжкопоранених колег — Сергія Рогаля та Сергія Федоренка, яких в подальшому вдалося вивезти з летовища. Загинув отримавши надскладні поранення, несумісні з життям. Тіло Руслана Кошового російські окупанти не віддали, а згодом вивезли з території України. Його тіло обміняли тільки у серпні 2023 року. 8 вересня 2023 року у Києві відбулась церемонія прощання з рятувальником ДСНС України.

## Нагороди
- орден «За мужність» III ступеня (28 лютого 2022, посмертно) — за особисту мужність і самовіддані дії, виявлені у захисті державного суверенітету та територіальної цілісності України, вірність військовій присязі[3].

## Вшанування пам'яті
У вересні 2022 року іменем Руслана Кошового назвали моторний човен ДСНС України.
29 серпня 2023 року Міністерство внутрішніх справ України опублікувало фільм про Руслана Кошового в рамках проєкту "Розстріляні росією".

## Військові звання
- полковник (посмертно);
- підполковник.